# 金宴殿
金宴殿 (希臘語：Χρυσοτρίκλινος）是君士坦丁堡大皇宮內的建築之一。自6世紀後期竣工至20世紀，金宴殿一直是大皇宮主要的接待和慶典舉辦場地。金宴殿多被認為開始修建於查士丁二世時期，完成於他的繼任者提比略二世時期。